# Fæstningsspioner
Fæstningsspioner er en dansk stumfilm fra 1913 med manuskript af Erling Stensgaard og Ljut Stensgaard.

## Handling
Denne artikel mangler et handlingsreferat. Hjælp os med at skrive det.

## Medvirkende
- Aage Schmidt - Premierløjtnant Zarro
- Peter Nielsen - Kommandant Rainau
- Laura Mogensen - Sylva, Rainaus datter, Zarros forlovede
- Gunnar Helsengreen - Brunoff, spion
- Alfred Cohn - de Gerwitz, spion
- Philip Bech - Politichefen
- Jenny Roelsgaard - Medlem af spionbanden